# Dehgam
Dehgam este un oraș în India.